# IBM 727

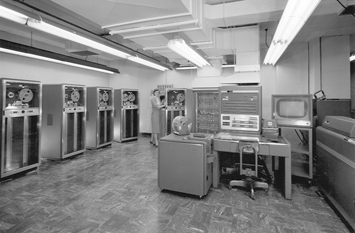
IBM 704 メインフレームとIBM 727磁気テープ装置（左側）

IBM 727 磁気テープ装置（アイビーエム 727 じきテープそうち、IBM 727 Magnetic Tape Unit）は、1953年9月25日にIBM 701及びIBM 702専用の記憶装置として発表され、初期のIBM真空管コンピュータシステムの標準的な記憶装置となった。1971年5月12日に生産終了した。
その後発表されたIBM真空管コンピュータ及び第一世代のトランジスタコンピュータはIBM 729シリーズのテープ装置を記憶装置として用いた。
テープは、7つの並行するトラックのうち1つのトラックをパリティ・トラックとするIBM 7トラックを採用していた。
| トラック       | 6つのデータトラック 1つのパリティトラック |
| 記憶容量       | 200文字/トラック                          |
| テープの速度   | 75インチ/秒                               |
| 巻き戻しの速度 | 500インチ/秒（平均）                      |
| 転送速度       | 15,000文字/秒                             |
| 開始時間       | 5ミリ秒                                   |
| 停止時間       | 5ミリ秒                                   |
| テープの幅     | 1/2インチ                                 |
| リールの長さ   | 2400フィート                              |